# La Leçon de tango
Pour plus de détails, voir Fiche technique et Distribution.
La Leçon de tango (The Tango Lesson) est un film britannique écrit et réalisé par Sally Potter, qui en a aussi composé la musique, sorti en 1997. 
Tourné principalement en noir et blanc entre Paris et Buenos Aires, ce  film semi-autobiographique explore intimité émotionnelle et rôles de leader/suiveur (à la vie comme dans le tango) en douze chapitres qui sont autant de leçons.

## Synopsis
Ce film est en partie autobiographique.
Sally, une cinéaste et scénariste souffrant du syndrome de la page blanche, est insatisfaite de son projet de film qui met en scène l'industrie de la mode. Pour faire une pause, elle se rend à Paris, où elle voit le danseur Pablo (Pablo Verón), un danseur argentin renommé (à l'écran comme en réalité), danser le tango. Elle devient obsédée par cette danse et offre à Pablo un rôle dans son film en échange de leçons de danse. Les deux artistes s'impliquent profondément en tant que danseurs et en tant qu'amants. Il fait d'elle une danseuse mais leur intimité émotionnelle menace le succès de leur danse commune. Le film explore le conflit entre la femme danseuse qui accepte la direction de l'homme dans la danse et l'homme qui doit accepter la direction de la femme dans le film,.

## Fiche technique
- Titre : La Leçon de tango
- Titre original : The Tango Lesson
- Réalisation : Sally Potter[1]
- Scénario : Sally Potter
- Musique : Fred Frith et Sally Potter
- Photographie : Robby Müller, film en noir et blanc[1]
- Montage : Hervé Schneid
- Production : Christopher Sheppard, Oscar Kramer
- Pays de production : Royaume-Uni, France, Argentine, Allemagne, Pays-Bas, États-Unis
- Société de distribution : Sony Pictures Classics
- Genre : Biopic, Drame et romance
- Durée : 100 minutes
- Dates de sortie : 1997, à la Mostra de Venise

## Distribution
- Sally Potter : Sally
- Morgane Maugran : Red Model
- Géraldine Maillet : Yellow Model
- Katerina Mechera : Blue Model
- David Toole : Fashion Designer
- George Antoni : Photographer (as George Yiasoumi)
- Michele Parent : Seamstress
- Claudine Mavros : Seamstress
- Monique Couturier : Seamstress
- Matthew Hawkins : Bodyguard
- Simon Worgan : Bodyguard
- Pablo Verón : Pablo
- Carolina Iotti : Pablo's partner
- Zobeida : Pablo's Friend
- Orazio Massaro : Pablo's Friend
- Anne Fassio : Pablo's Friend
- Guillaume Gallienne : Pablo's Friend
- Michel André : Pablo's Friend
- Flaminio Corcos : Pablo's Friend
- Howard Lee : Man at Tea Dance
- Heathcote Williams : Builder
- Juan José Czalkin : Waiter
- Gustavo Naveira : Gustavo
- Fabián Salas : Fabián
- Horacio Marassi : Shoe Man
- David Derman : Salon Dancer
- Óscar Dante Lorenzo : Salon Dancer
- Omar Vega : Salon Dancer
- Carlos Copello : Carlos
- Olga Besio : Olga
- Cantilo Peña : Hotel Porter
- María Noel : Movie Executive
- Fabián Stratas : Movie Executive
- Gregory Dayton : Movie Executive
- Peter Eyre : English Tango Fan
- Emmanuelle Tertipis : Woman in Dressing Room
- Rubén Orlando Di Nápoli : Master of Ceremonies
- Tito Haas : Taxi Driver
- Alicia Monti : Carlos' Partner
- María Fernanda Lorences : Woman Opening Door
- Luis Sturla : Couple Opening Door
- Amanda Beitia : Couple Opening Door
- Marcos Woinsky : Man Opening Door
- Eduardo Rojo : Janitor
- Óscar Arrribas : Man at Synagogue

## Prix
- Prix du meilleur film au Festival international du film de Mar del Plata en 1997[3].